# Fraunhofer-Institut für Siliziumtechnologie
Das Fraunhofer-Institut für Siliziumtechnologie ISIT (Fraunhofer ISIT) ist eine von 80 Einrichtungen der Fraunhofer-Gesellschaft zur Förderung der angewandten Forschung e. V. (FhG) und hat seinen Sitz in Itzehoe. Seine Aktivitäten sind der angewandten Forschung und Entwicklung im Fach Ingenieurwissenschaft auf dem Gebiet der Mikrosystemtechnik, der Mikroelektronik und der Mikromechanik zuzuordnen.

## Geschichte
Das Fraunhofer ISIT in Itzehoe wurde im Jahr 1996 fertiggestellt und in enger Kooperation mit der Daimler-Benz-Tochter TEMIC in Betrieb genommen.
Institutsleiter:
- Anton Heuberger (1996–2007)
- Wolfgang Windbracke (2007–2008)
- Wolfgang Benecke (2008–2018)
- Axel Müller-Groeling (2016–2022)
- Holger Kapels (2022–2025)
- Marco Liserre (ab 2025)

## Forschung und Entwicklung
Das Fraunhofer ISIT entwickelt und fertigt Bauelemente und Systeme der Mikrosystemtechnik und der Leistungselektronik, vom Entwurf einschließlich der Systemsimulation angefangen, über das Prototyping, die Bemusterung bis hin zur Serienherstellung. Die miniaturisierten Bauelemente sind oft nur Bruchteile von Millimetern groß. Die Anwendungsgebiete umfassen die Energie- und Automobiltechnik, die Konsumgüterindustrie, die Medizintechnik sowie die Kommunikations- und Automatisierungstechnik. Die Geschäftsfelder des Instituts spiegeln die hier im Überblick beschriebenen wissenschaftlichen Arbeitsschwerpunkte:

## Geschäftsfeld MEMS-Anwendungen
Das zentrale Thema des Geschäftsfeldes MEMS-Anwendungen ist die Mikrosystemtechnik (engl. Micro Electro Mechanical Systems; MEMS). Das Fraunhofer ISIT ist zumindest in Deutschland der Pionier auf diesem Gebiet. Seit mehr als 30 Jahren designen, entwickeln und fertigen die ISIT-Wissenschaftler mikroelektromechanische Komponenten. Die Arbeiten schließen die Integration mit Mikroelektronik zu neuartigen Systemen ein. Im Fokus stehen am Fraunhofer ISIT vor allem optische und akustische Mikrosysteme.
- Optische Mikrosysteme

Das Institut entwickelt MEMS-Scanner, d. h. Mikroscannerspiegel samt Ansteuerungs- und Ausleseelektronik für verschiedene Arten von Laserprojektionsdisplays, für optische Mess- und Detektions-Systeme (z. B. LIDAR) und für Anwendungen mit hoher Laserleistung im Bereich der Materialbearbeitung.
- Akustische Systeme

Zu den am Fraunhofer ISIT entwickelten akustischen Systemen gehören MEMS-Lautsprecher und miniaturisierte Ultraschallwandler. Die MEMS-Lautsprecher mit leistungsstarken Mikroantrieben sind für den Einsatz in mobilen Kommunikationsgeräten ausgelegt. Die Ultraschallwandler für Frequenzbereiche von wenigen kHz bis hin zu mehreren hundert MHz finden ihren Einsatz in der Medizintechnik, der zerstörungsfreien Prüftechnik sowie bei der Gestenerkennung.

## Geschäftsfeld Leistungselektronik
Das Geschäftsfeld Leistungselektronik entwickelt und fertigt aktive und passive Leistungshalbleiterbauelemente auf Basis von Silizium und Galliumnitrid (GaN).
Die Leistungsbauelemente wie, IGBTs, bi-direktionale Bauelemente, PowerMOS-Schaltungen und Diodentransistoren auf Siliziumbasis können für Spannungsbereiche von 10 V bis hin zu 1200 V ausgelegt werden. Die Dioden und Transistoren auf Basis von Galliumnitrid erlauben Schaltfrequenzen im MHZ-Bereich. Die Arbeiten werden durch zahlreiche modifizierte Simulations-, Entwurfs- und Testwerkzeuge unterstützt. Dabei profitiert das ISIT von langjährigen Erfahrungen im Aufbau und Entwurf von CMOS-Schaltkreisen.
Als Untergruppe der Leistungselektronik beschäftigt sich die Arbeitsgruppe Elektronische Energiesysteme mit der Energiewende und der Ausweitung der leistungselektronischen Energiewandlung auf unternehmenskritische Anwendungen. Optimale Leistung wird dabei durch die Kombination innovativer hardware- und Softwarelösungen in Bereichen wie E-Mobilität und deren Ladeinfrastruktur, Nieder- und Mittelspannungs-Mikronetze (erneuerbare Energien, Wasserstoff- und Batterieintegration, intelligente Transformatoren) und andere einsatzkritische Anwendungen wie Rechenzentren erreicht.

## Geschäftsfeld Mikro-Fertigungsverfahren
Dieses Geschäftsfeld bietet für Industriepartner spezielle Reinraum-Prozesse, und -Services zur Herstellung von Siliziumbauelementen an. Es werden Verfahren entwickelt, um Chips, Sensoren und Aktuatoren bereits im Waferverbund aufzubauen und zu gehäusen. Das so genannte Wafer Level Packaging (WLP) ist zu einem zentralen Aufgabenbereich des Geschäftsfeldes geworden, denn immer mehr Chiphersteller setzen weltweit auf dieses Packaging-Verfahren.
Außerdem werden ultra-dünne Elektronikaufbauten entwickelt, bei denen bis zu 50 μm dünne biegsame Siliziumchips auf flexible Substrate montiert werden. Diese Verfahren werden zu einer weiteren Miniaturisierung bestehender Systeme, wie Laptops oder Handys führen, aber auch neue Produkte ermöglichen.

## Geschäftsfeld FAB-SH
Eine weitere Arbeitsgruppe entwickelt Batterien und Batteriesysteme auf Li-Polymer-Basis für verschiedene Einsatzgebiete mit ihren jeweiligen spezifischen Anforderungen. Durch hochflexible Herstellungstechnologie ist die Produktion von Prototypen und Kleinserien in vielfältigen Anwendungsbereichen, darunter Traktions- und stationärer Energiespeicherung möglich. Beispiele für dieses Geschäftsfeld sind Batterien mit besonders hoher Energiedichte für eine große Reichweite bei Elektrofahrzeugen oder Akkumulatoren mit einer hohen Leistungsdichte, um sie schnell laden und entladen zu können. Letzteres ist bei der Speicherung von Windenergie zur Netzstabilisierung von besonderem Interesse.

## Deutscher Zukunftspreis 2004
Dem Institut wurde für das in Kooperation mit Siemens und Infineon durchgeführte Projekt „Labor auf dem Chip“ der Deutsche Zukunftspreis des Jahres 2004 verliehen. Der Preis ist Personen zugeordnet und ging an die Mitarbeiter Rainer Hintsche (ISIT), Walter Gumbrecht (Siemens) und Roland Thewes (Infineon). Dieser Preis wird jährlich für eine Spitzenleistung in Technik und Innovation vom Bundespräsidenten verliehen und ist der in Deutschland wohl renommierteste Technikpreis.
Das Projekt „Labor auf dem Chip“ befasst sich mit elektrischen Biochips. Die elektrischen Biochips mit einem Mikrolabor auf dem Chip erlauben vielfältige Analysen in den Bereichen Pharmazie, Medizin, Biochemie, Genetik und Mikrobiologie.

## Kooperationen

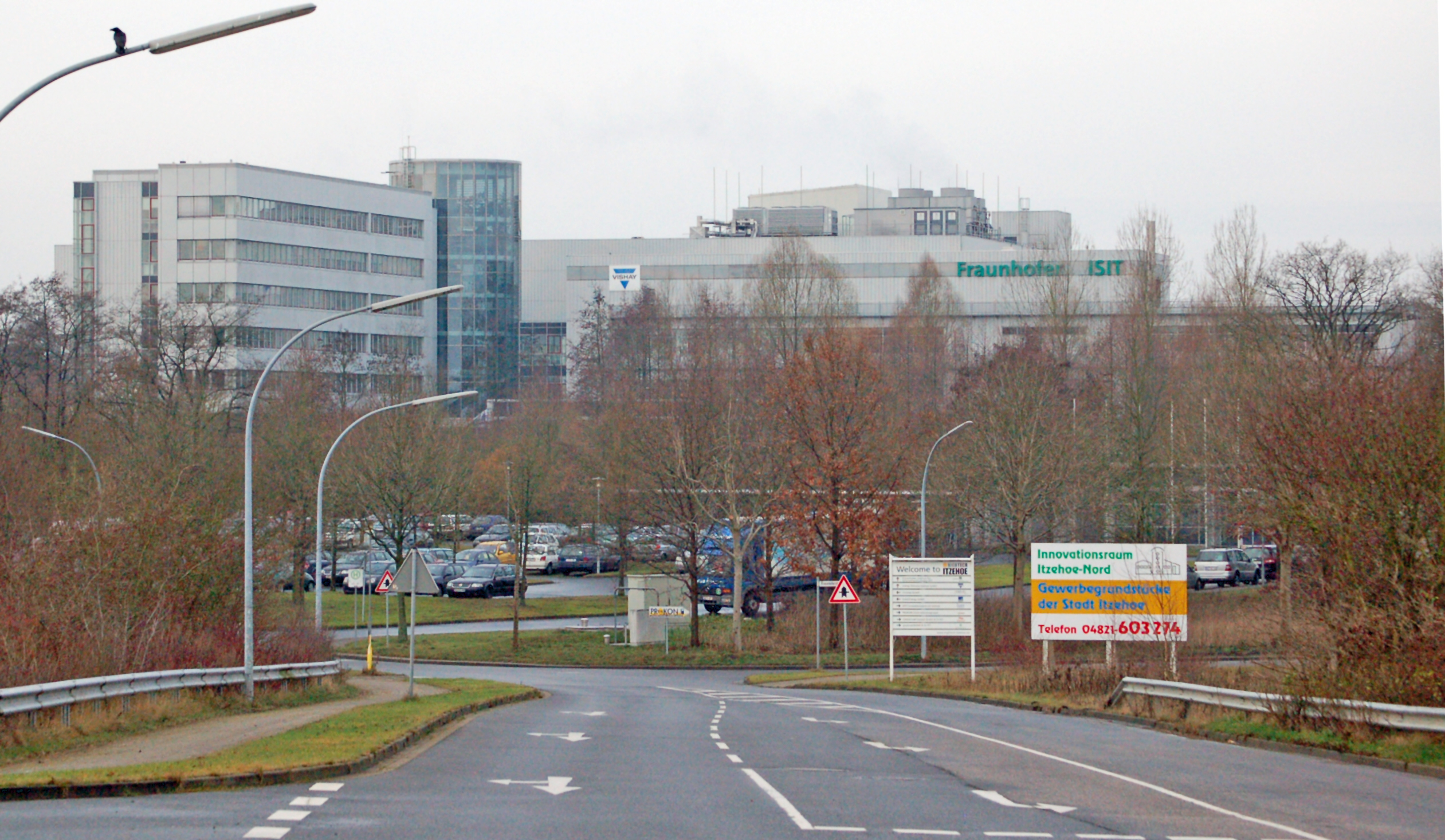
Das Fraunhofer-Institut für Siliziumtechnologie

Das Institut ist Mitglied im Fraunhofer-Verbund Mikroelektronik (VµE). Der Verbund koordiniert die Aktivitäten der auf den Gebieten Mikroelektronik und Mikrointegration tätigen zehn Fraunhofer-Institute. Die Aufgaben des Fraunhofer VμE bestehen im frühzeitigen Erkennen neuer Trends bei mikroelektronischen Technologien und Anwendungen.
Außerdem ist das Fraunhofer ISIT Teilnehmer der „Forschungsfabrik Mikroelektronik Deutschland“. FMD ist eine Kooperation des Fraunhofer-Verbunds Mikroelektronik mit den Leibnitz-Instituten FBH und IHP. Sie ist eine zentrale Anlaufstelle für alle Fragen zur mikro- und nanoelektronischen Forschung und Entwicklung in Deutschland und Europa. Seit 2017 verbinden die FMD wissenschaftlich exzellente Technologien und Systemlösungen ihrer 13 kooperierenden Institute zu einem Angebot, das auf die Kunden zugeschnitten ist. Die FMD ist damit der größte Zusammenschluss dieser Art in Europa und führt die Fähigkeiten der einzelnen Institute in einem gemeinsamen standortübergreifenden Technologiepool zusammen. Dort arbeiten inzwischen mehr als 4900 Menschen.
Daraus entstand 2022 auch das Kompetenzzentrum Green ICT @ FMD, bei welchem das Fraunhofer ISIT ebenfalls mitwirkt. Green ICT @ FMD will mit moderner Elektronik für ressourcensparsame Informations- und Kommunikationstechnik das Klima schützen und durch Forschung und Entwicklung einen Beitrag zur Senkung des CO2-Fußabdruks digitaler Technologie leisten. Es ist Teil des Klimaschutzprogramms 2030 der Bundesregierung und wird vom Bundesministerium für Bildung und Forschung mit 34 Millionen Euro gefördert.
Das Fraunhofer Institut betreibt zusammen mit der Firma Vishay Siliconix Itzehoe GmbH (VSIG) eine professionelle Halbleiterproduktionslinie mit allen erforderlichen Qualitäts-Zertifizierungen. Diese Linie wird sowohl für die Produktion von mikroelektronischen Bauelementen und Mikrosystemen als auch für FuE-Projekte für neue Bauelemente und technologische Prozesse genutzt.
Im universitären Bereich besteht eine enge Kooperation mit der Christian-Albrechts-Universität zu Kiel (CAU), der FH Kiel und FH Westküste, die den Grundlagenforschungsbedarf des Fraunhofer ISIT abdecken. An diesen Universitäten führt das ISIT Lehrveranstaltungen durch und organisiert für die Studenten und Studentinnen regelmäßig Führungen.

## Ausgründungen
Ausgründungen aus Forschungseinrichtungen sind Teil einer auch von Bund und den Ländern gewollten Strategie zur Verwertung von marktfähigen Forschungsergebnissen (Stichwort: Ergebnisse nicht in die Schublade, sondern dem Wirtschaftsstandort Deutschland zuführen). An solchen Ausgründungen beteiligen sich in der Regel Mitarbeiter der Einrichtungen und ggf. die Institute selbst.
Bisher hat es beim Fraunhofer ISIT mehrere solche Ausgründungen, auch „Spin-Off“ genannt, gegeben. Zum Beispiel:

### OQmented GmbH
OQmented ist ein Spin-off des Fraunhofer-Instituts für Siliziumtechnologie ISIT. Seit 2019 entwickelt, integriert und vertreibt das Unternehmen komplette Laserscanning-Lösungen bestehend aus MEMS-Chip, Treiberelektronik, anwendungsspezifischer Systemelektronik und Software.

### Condias
Condias stellt polykristalline Diamantschichten für unterschiedlichste Anwendungen her, diese können beispielsweise in den Bereichen Desinfektion, Abwasserbehandlung, Beschichtung oder Synthese genutzt werden. Dabei nutzen sie umweltschonende Verfahren ohne Nutzung von Chemie.

### MEMS Foundry
Als Ausgründung aus dem Bereich der Aufbau- und Verbindungstechnik wurde in Zusammenarbeit mit dem Erfurter Unternehmen X-FAB eine Produktionslinie mit einer Kapazität von 100.000 Wafern pro Jahr für das Chip-Size-Packaging in den ISIT-Reinräumen aufgebaut, die gemeinsam betrieben wird. 2012 erwarb X-FAB die Aktienmehrheit am gemeinsamen Unternehmen und betreibt die Reinräume als Foundry für kundenspezifische Mikrosysteme und verwandte Bauelemente.

### Custom Cells Itzehoe GmbH
Als Ausgründung der Forschungsabteilung Integrierte Energiesysteme entstand 2012 die Custom Cells Itzehoe GmbH. Das Unternehmen schließt eine bestehende Marktnische zwischen Forschung und Entwicklung und Endanwendermärkten mit hohem Spezialisierungsgrad, indem es Forschungsergebnisse inkubiert und den entsprechenden Märkten zuführt. Der Fokus der Energiespeichersysteme liegt auf Spezialanwendungen wie z. B. Lithium-Batterien für Hochtemperaturanwendungen, Akkumulator-Kleinserien mit besonderen Geometrien, Elektrodenfolien für Serienfertiger und Batterie-Halbzeuge als reproduzierbare Testumgebung für die Batterieforschung. Die Firma Custom Cells ist eng vernetzt im Batteriemarkt und unterhält neben der Kooperation mit dem Fraunhofer ISIT eine Kooperation mit der Altana AG.

## Infrastruktur
Es sind rund 200 Personen beschäftigt.
Der Betriebshaushalt lag im Geschäftsjahr 2018 bei 25,0 Millionen Euro. Etwa 32 % hiervon kamen aus der Grundfinanzierung, welche zu 90 % aus Bundesmitteln und zu 10 % aus Landesmitteln finanziert wird. Rund 30 % des Betriebshaushaltes waren Erträge aus der Auftragsforschung der Wirtschaft, die restlichen Mittel (38 %) stammen aus öffentlichen und sonstigen Erträgen.
Das ISIT verfügt über eine 200 mm Silizium-Technologie für Front-End-Prozesse (MOS und PowerMOS). auf 2500 m² Reinraumfläche. Spezifische Prozesse für MEMS sowie für das Packaging werden in einem separaten, 2014 errichteten Reinraum (1000 m²) durchgeführt. Zusätzlich sind am ISIT auf einer Fläche von 1500 m² verschiedene Labore eingerichtet.

## Technologie-Plattformen
Das ISIT verfügt über zahlreiche Einzeltechnologien zur Chipherstellung, die jeweils qualifiziert zu verschiedenen spezifischen Technologie-Prozess-Plattformen kombiniert werden. Sie bilden einen Baukasten für die Realisierung verschiedener Mikrochips. Daneben hält das Fraunhofer ISIT weitere Technologieangebote beispielsweise für die Entwicklung von Lithium-Akkumulatoren bereit.